# Capelinha (microregio)
Capelinha is een van de 66 microregio's van de Braziliaanse deelstaat Minas Gerais. Zij ligt in de mesoregio Jequitinhonha en grenst aan de microregio's Diamantina, Bocaiuva, Grão Mogol, Araçuaí, Teófilo Otoni, Peçanha, Guanhães en Conceição do Mato Dentro. De microregio heeft een oppervlakte van ca. 12.012 km². In 2006 werd het inwoneraantal geschat op 196.571.
Veertien gemeenten behoren tot deze microregio:
- Angelândia
- Aricanduva
- Berilo
- Capelinha
- Carbonita
- Chapada do Norte
- Francisco Badaró
- Itamarandiba
- Jenipapo de Minas
- José Gonçalves de Minas
- Leme do Prado
- Minas Novas
- Turmalina
- Veredinha

Mesoregio's: Campo das Vertentes · Central Mineira · Jequitinhonha · Metropolitana de Belo Horizonte · Noroeste de Minas · Norte de Minas · Oeste de Minas · Sul e Sudoeste de Minas · Triângulo Mineiro e Alto Paranaíba · Vale do Mucuri · Vale do Rio Doce · Zona da Mata

Microregio's: Aimorés · Alfenas · Almenara · Andrelândia · Araçuaí · Araxá · Barbacena · Belo Horizonte · Bocaiuva · Bom Despacho · Campo Belo · Capelinha · Caratinga · Cataguases · Conceição do Mato Dentro · Conselheiro Lafaiete · Curvelo · Diamantina · Divinópolis · Formiga · Frutal · Governador Valadares · Grão Mogol · Guanhães · Ipatinga · Itabira · Itaguara · Itajubá · Ituiutaba · Janaúba · Januária · Juiz de Fora · Lavras · Manhuaçu · Mantena · Montes Claros · Muriaé · Nanuque · Oliveira · Ouro Preto · Pará de Minas · Paracatu · Passos · Patos de Minas · Patrocínio · Peçanha · Pedra Azul · Pirapora · Piumhi · Poços de Caldas · Ponte Nova · Pouso Alegre · Salinas · Santa Rita do Sapucaí · São João del-Rei · São Lourenço · São Sebastião do Paraíso · Sete Lagoas · Teófilo Otoni · Três Marias · Ubá · Uberaba · Uberlândia · Unaí · Varginha · Viçosa